# Cnemidophorus laredoensis
Cnemidophorus laredoensis är en ödleart som beskrevs av  Mckinney KAY och ANDERSON 1973. Cnemidophorus laredoensis ingår i släktet Cnemidophorus och familjen tejuödlor. IUCN kategoriserar arten globalt som livskraftig. Inga underarter finns listade i Catalogue of Life.